# Peter Wicke

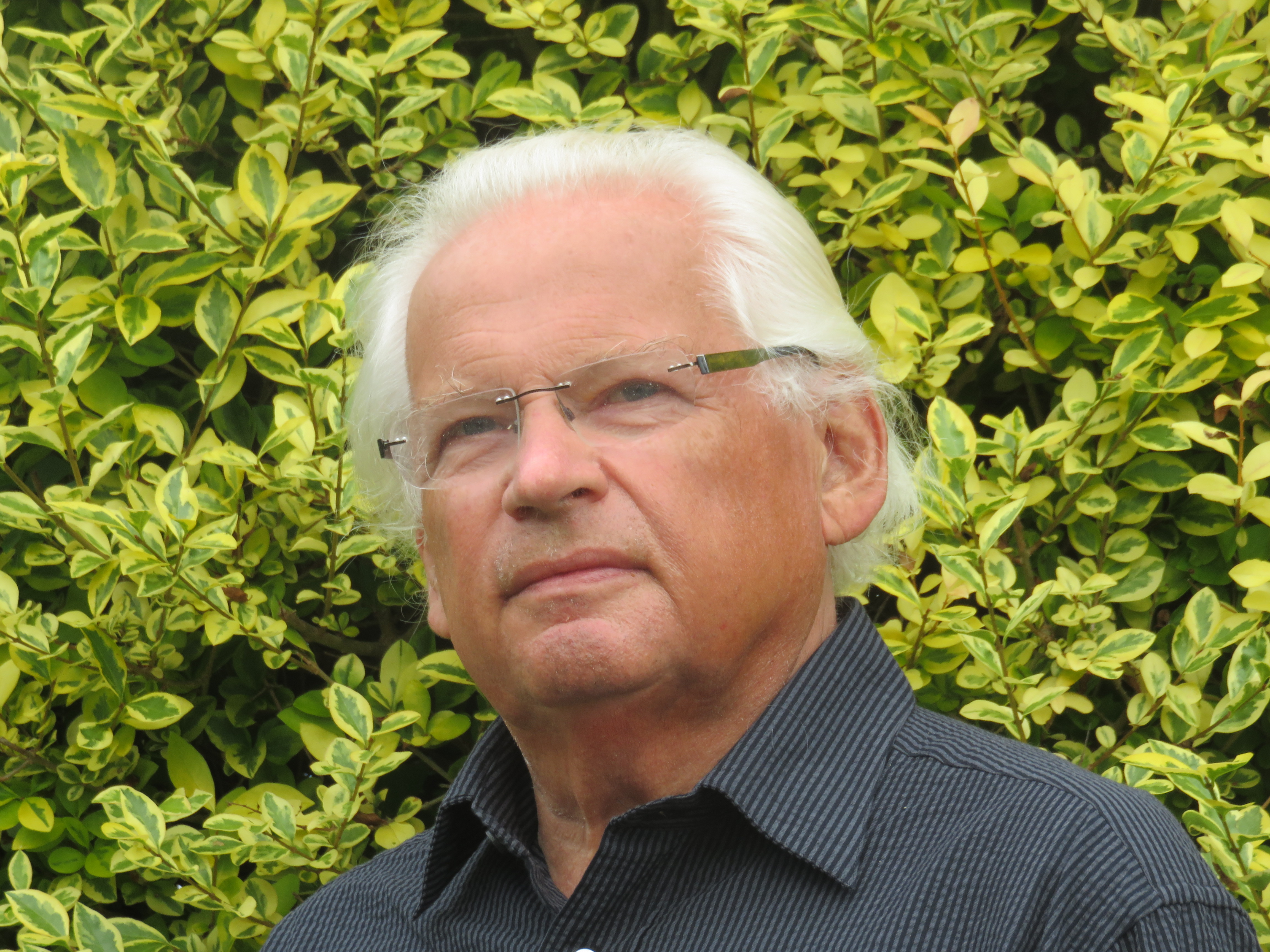
Peter Wicke 2018

Peter Wicke (* 1951 in Zwickau) ist ein deutscher Musikwissenschaftler, der sich besonders mit der populären Musik beschäftigte; er lehrte als Universitätsprofessor an der Humboldt-Universität zu Berlin. Er gilt als Pionier der Popmusikforschung.

## Leben und Werk
Wicke studierte von 1970 bis 1974 Musikwissenschaft an der Humboldt-Universität Berlin und wurde dort 1980 mit einer Doktorarbeit zur Ästhetik der populären Musik bei Heinz Alfred Brockhaus zum Dr. phil. promoviert. 1986 wurde er mit einer Arbeit über Ästhetik und Soziologie der Rockmusik zum Dr. sc. phil. habilitiert und 1988 als Adjunct Research Professor an das Department of Music der Carleton University in Ottawa berufen. 1992 folgte der Ruf an die Humboldt-Universität Berlin, wo er ab 1993 bis zu seiner Emeritierung 2016 mit dem Lehrstuhl für Theorie und Geschichte der Populären Musik die erste weltweit fachspezifisch ausgewiesene Professur für Popmusik bekleidete. Außerdem war er Direktor des Forschungszentrums Populäre Musik am Seminar für Musikwissenschaft der Humboldt-Universität.
Wicke ist Mitglied der International Association for the Study of Popular Music und war 1987 sowie 1991 ihr Generalsekretär. In den Jahren 1986 bis 1992 war er Europa-Direktor des International Communication and Youth Culture Consortiums der UNESCO  und gab im selben Jahr als Chefredakteur die  Zeitschrift PopScriptum (das erste deutschsprachige Publikationsforum zur Popmusik-Forschung) heraus. Peter Wicke gehörte von 1993 bis 1997 dem Präsidium der Kulturpolitischen Gesellschaft der Bundesrepublik Deutschland an und ist seit 1998 Mitglied des Deutschen Musikrates.
Von Wicke sind international mehrere Artikel zu theoretischen, historischen und kulturpolitischen Problemen der populären Musik erschienen, die in über fünfzehn Sprachen übersetzt wurden. Er hat mehrere Standardwerke zur Popmusikforschung verfasst. 1972 wurde er mit dem Hanns-Eisler-Preis der DDR ausgezeichnet.

„Es gibt eine Million Theorien über den Rock, was er ist und was er bedeutet; doch das Offenkundigste wird meist übersehen: er ist Musik.“

## Mitgliedschaften
- Redaktionelles Gremiumsmitglied der Zeitschrift Popular Music (Cambridge University Press, Cambridge / New York)
- Mitglied der Popular Music History (Equinox Publishing, Hastings)
- Mitglied des internationalen Beratungsgremiums des Journal of the Royal Musical Association (Taylor & Francis, London)
- Mitglied des Norwegian Journal of Musicology Online (Universität Agder, Kristiansand);
- Redaktionelles Gremiumsmitglied von 1991 bis 1996 der Cultural Studies (Routledge, London / New York)
- Beiratsmitglied des International Institute for Popular Culture (Universität Turku, Finnland)

## Publikationen
- Popmusik – Studie der gesellschaftlichen Funktion einer Musikpraxis. Ein Beitrag zur Ästhetik musikalischer Massenkultur. Berlin, Humboldt-Universität, Gesellschaftswissenschaftliche Fakultät, Diss. A, 1980.
- Wegzeichen. Studien zur Musikwissenschaft (mit Jürgen Mainka). Verlag Neue Musik, Berlin 1983.
- Rock-Pop-Jazz-Folk. Handbuch der Populären Musik (mit W. Ziegenrücker). Deutscher Verlag für Musik, Leipzig 1985.
- Rockmusik. Zur Ästhetik und Soziologie eines Massenmediums. Reclam, Leipzig 1986, ISBN 3-379-00141-4.
- Anatomie des Rock. Deutscher Verlag für Musik, Leipzig 1987, ISBN 3-370-00071-7.
- Rock Music: Culture-Aesthetic-Sociology. Cambridge University Press, Cambridge 1990.
- Bigger Than Life: Musik und Musikindustrie in den USA. Reclam, Leipzig 1992, ISBN 3-379-00723-4.
- Vom Umgang mit Popmusik. Volk und Wissen, Berlin 1993, ISBN 3-06-102899-4.
- Rockmusik und Politik. (mit Lothar Müller), Christoph Links Verlag, Berlin 1996, ISBN 3-86153-096-1.[6]
- Handbuch der populären Musik: Pop Rock Jazz Folk Weltmusik. (mit W. Ziegenrücker). Schott, Mainz 1997.
- Music and Cultural Theory (mit J. Shepherd). Polity Press, Cambridge 1997.
- Von Mozart zu Madonna. Kiepenheuer, Leipzig 1998; Suhrkamp, Frankfurt a. M. 2001, ISBN 3-518-39793-1.
- Handbuch der Musik im 20. Jahrhundert Bd. 8: Rock und Popmusik. Laaber, 2001.
- Musik Basiswissen. Duden / Paetec, Berlin 2005. Lehrbuch Gymnasiale Oberstufe. Duden / Paetec, Frankfurt am Main / Berlin 2006.
- Handbuch der populären Musik: Geschichte, Stile, Praxis, Industrie. (mit W. + K.-E. Ziegenrücker). Schott, Mainz 2007, ISBN 978-3-7957-0571-8.
- Rock und Pop. Von Elvis Presley bis Lady Gaga. C. H. Beck, München 2011, ISBN 978-3-406-62131-4.
- Rammstein. Reclam, Leipzig 2019, ISBN 978-3-15-961452-6; 100 Seiten; books.google.de
- Rammstein. Provokation als Gesamtkunstwerk. Hannibal, Höfen 2024, ISBN 978-3-85445-783-1.